# 葡萄牙議會事務部
葡萄牙議會事務部（葡萄牙語：Ministro dos Assuntos Parlamentares）是葡萄牙政府的一個部門，負責與共和國議會及其他立法機關有關的事務。

## 外部連結
- Página oficial do Governo de Portugal （页面存档备份，存于）